# 성서 연구생 운동

성서연구생운동의 주요 분열과정

성서연구생운동(聖書硏究生運動), 또는 성경 연구생 운동(영어: Bible Student movement, 聖經硏究生運動)은  전천년주의, 회복주의 신앙을 주장한 찰스 테이즈 러셀의 가르침을 따르는 사람들이 구성한 종교 운동이다. 현재 운동에 참여하는 사람들은 자신을 성서연구생, 국제성서연구생, 연합성서연구생, 독립성서연구생 등으로 부른다. 이 운동의 기원은 1881년 팬실바니아주에 설립된 시온의 워치타워책자협회Zion's Watch Tower Tract Society의 설립과 함께 형성되었다. 이 운동에서 유래된 가장 큰 단체는 여호와의 증인이지만, 현재 성서연구생운동은 통합되어 있지 않고 있는데, 이는 1917년 러셀의 사망 이후 1931년 여호와의 증인 형성 직전까지 워치타워성서책자협회가 러셀의 가르침에서 벗어나는 과정과 관련되어 있다.
1909년부터 1932년 사이에 워치타워협회에 속해 있던 성서연구생의 회중들이 협회와 단절하고 다수의 분파를 만들었다. 가장 큰 분열은 1917년 러셀이 사망한지 두 달 만에 조셉 프랭클린 러더포드가 제2대 워치타워협회장으로 선출된 이후 러더포드가 4명의 이사를 교체하고, 러셀의 유고를 다듬은 〈종말을 고한 비밀〉The Finished Mystery을 출간하면서 시작되었다. 또한 러더포드가 1925년을 종말 날자로 예언했으나 아무런 일 없이 지나가고, 지속적으로 교리를 변개하고 조직을 중앙집권형으로 바꿔 나가면서, 워치타워협회와 연합했던 수만 명의 사람들이 환멸을 느끼고disillusion 회중을 떠나갔다. 전직 증인이었던 윌리암 슈넬William Schnell은 1919년 협회와 연합되어 있던 기존 성서연구생 중 3/4가 협회를 떠났다고 주장한다. 1930년 러더포드는 “협회에서 빠진 사람들의 총수가 … 상당히 많다”고 발언하였는데, 실제로 1925년 90,434명에 달했던 기념식 참석자수가 3년후인 1928년에는 17,380명으로 격감했다.
1918년부터 1929년 사이, 몇몇 신도들이 ‘굳게 선 성경연구생’Stand Fast Movement, ‘목양성서협회’the Pastoral Bible Institute, ‘평신도가정선교운동’the Laymen's Home Missionary Movement, ‘새벽성서연구생협회’Dawn Bible Students Association 등의 독립 교단을 만들어 나갔다. 이들 집단은 러셀을 진정으로 지지한다고 믿는 보수신앙 집단부터 신앙을 가진 이후 러셀의 역할은 제한적이라고 믿는 자유적 집단까지 스펙트럼이 다양하다. 러더포드의 운동에 대한 팩션들이 워치타워협회의 지배를 유지시켰고, 러더포드는 1931년 여호와의 증인이라는 이름으로 조직명을 바꿨다. 20세기 말, 워치타워성서책자협회는 전세계에서 600만 명 정도의 회원을 가진 반면, 다른 독립성서연구모임의 수는 7만 5천명이 못 됐다.

## 배경
1869년에 찰스 러셀은 천년주의 영향을 받은 재림교회 설교자인 요나스 웬델Jonas Wendell의 설교를 들은 후 조지 스테트슨George Stetson이 이끄는 펜실바니아주 앨러게니 지역의 재림성경공부모임에 참여하는데, 이 과정에서 윌리엄 밀러와 오래된 친구이자 성경모임의 준회원인 조지 스톨스George Storrs의 영향을 크게 받았다.
1876년 초에 러셀은 그리스도가 1874년에 비가시적으로 재림하셨다고 믿는 재림주의 설교자인 넬슨 H. 바버Nelson H. Barbour와 존 H. 패튼을 만났다. 러셀은 바버에게 개인 자금을 지원하고, 이들이 출간하는 〈아침 전령〉Herald of the Morning의 공동편집자가 되었다. 1877년 이들은 함께 바버의 주도로 〈세 세상과 이 세상의 추수〉Three Worlds and the Harvest of This World를 펴냈는데, 2,520년에 달하는 ‘이방인의 때’가 1914년에 끝날 것으로 예측한 이 책의 주요 개념은 지금도 성서연구생운동과 여호와의 증인에서 널리 쓰이고 있다. 이 책은 많은 재림교인들의 믿음에서 벗어나, 예수가 돌아오더라도 지구가 불타지 않고, 아담부터 태어난 전 인류가 마침내 전부 부활해 순종한다면 온전한 영생을 얻을 기회를 부여받게 될 것이라고 주장했다. 또한 이들은 모든 ‘성도’들이 1878년 4월에 휴거할 것이라는 예측도 드러냈다.
러셀은 그의 성경 연대기에 대한 연구를 지속적으로 발전해 나갔으며, 1877년 예수가 아마겟돈 전쟁 이전에 비가시적으로 재림한다고 가르치는 책자인 〈주의 재림의 목적과 방법〉Object and Manner of Our Lord's Return을 5만 부 발간했다. 1878년에 그는 말세가 1799년에 시작됐으며, 예수가 비가시적으로 1874년에 재림한 이후, 1878년에 천국에서 왕좌에 앉았다는 재림주의 관점을 가르치고 있었다. 러셀은 또한 1878년에 ‘잠자던 성도’(그 때까지 죽었던 모든 신실한 그리스도인들)의 부활과 불경건한 그리스도교국에 대한 하나님의 마지막 심판, 즉 ‘바벨론의 멸망’이 있는 해로 기록될 것이라고 믿었다. 그의 이해에 따르면, 1914년 10월에는 추수기가 마무리되면서, 전세계에 무정부 상태가 시작되고, 문명 사회가 둔화되고 파괴되는 것을 통해 아마게돈이 시작될 터였다.
1879년 러셀은 대속 신조에 대한 의견 차이로 바버와 결별했으며, 이때부터 월간 잡지인 〈시온의 파수대와 그리스도 임재의 전령〉Zion's Watch Tower and Herald of Christ's Presence(현재의 〈파수대〉)를 출간하기 시작했다. 이후 이들은 자기 독자들의 마음을 얻기 위해 출판물을 통해 경쟁하기 시작했다. 1879-80년 〈시온의 파수대〉 독자들이 미국 7개주에서 30곳의 성경공부모임을 구성했으며, 각 회중은 1명의 장로를 선출했다. 1880년 러셀은 회중을 순회하며 6시간의 공부모임을 통해 회중에 맞게 성경공부를 실시하는 방법을 가르쳤다.

### 워치타워협회 설립
1881년 윌리엄 헨리 콘리William Henry Conley를 초대 회장으로, 책자, 논문, 신앙서적과 성경을 배포하기 위한 목적으로 시온의 워치타워책자협회가 비법인행정기관으로서 설립됐으며, 러셀은 서기로 임명됐다. 3년 후 1884년 12월 15일, 펜실바니아주에 협회가 등기되면서 러셀이 회장으로 취임했다
(1896년 9월에 워치타워성서책자협회로 변경되었다). 이후 러셀은 5만 장이 넘는 많은 기사, 책, 책자, 설교를 작성했으며, 전세계에 그의 책과 책자가 2천만 부 가까이 배포되었다. 1886년에, 러셀은 천년기 새벽Millennial Dawn이라는 성서 교과서의 첫머리를 써 나가기 시작했다. 그의 근본 교리를 담은 이 시리즈는 이후 〈성서 연구〉Studies in the Scriptures로 개명되었다. 그 결과, 성서연구생들은 가끔씩 천년기 새벽주의자Millennial Dawnist로 불리게 되었다.
1881년 러셀은 1000명의 전도자가 있다고 광고했으며, ‘그리스도의 몸’ 속의 회원들 전체에게 그리스도의 천년 통치 동안에 구원을 얻을 수 있는 기회를 대다수의 인류에게 주는 동시에 ‘적은 무리’를 모으기 위해 그들의 이웃에게 전도하도록 격려하였다. 러셀의 지지자들은 자율적인 회중으로 모여 성경과 러셀의 저술을 연구하였다. 러셀은 그의 추종자들에게는 정규 단체의 개념이 ‘완전히 불필요wholly unnecessary’하다며 그의 모임에 회원기록, 신앙고백, 종파명이 있어 온 적이 없다고 선포했다 그는 1884년 2월호에, “사람들이 우리를 어떻게 부르려 하든지, 그것은 우리와 상관이 없습니다. … 우리는 우리를 그저 그리스도인이라고 부릅니다.”고 적었다. 러셀은 각 회중이 장로와 집사를 선출하게 하였으며, 회원들이 품고 있는 넓은 범위의 믿음 차이를 용납했다., 그대신 잘못된 길을 계속 걷고 있는 개인을 회중 전체가 판결하고, 바람직하지 않은 행위가 계속된다면 궁극적으로 ‘그를 친교에서 제거’할 수 있도록 권고했다. 이 제명은 범법자가 모든 사회적 환경에서 성서연구생들의 회피 대상이 되는 것이 아니라, 친교에 참여하는 것을 제한하는 것을 의미했다. 1895년부터 러셀은 회중들이 그의 성서 교과서 시리즈 〈성서 연구〉를 문단별로 공부하도록 격려했다. 1905년에는 절별 성경공부를 러셀이 선택한 주제들에 맞춰 공부하는 ‘베뢰아 연구’로 바꾸도록 권고했다.
1892년 〈시온의 파수대〉는 격주간 발행으로 전환했으며, 해외에도 지지자가 생기면서 워치타워협회는 1900년에는 런던지부, 1903년에는 독일지부, 1904년에는 호주지부와 스위스지부를 설립했다. 1909년에는 본부 건물을 뉴욕주 브루클린으로 이전했다.

### 만국성서연구회
1910년, 러셀은 전세계 성서공부모임을 확인하는 수단으로서 국제성서연구생협회, 또는 만국성서연구회International Bible Students Association라는 개념을 제안했다.
우리는 주의 섭리로, 주의 백성 누구에게나 적절하며, 모든 측면에서 반대하지 않을 이름 - 이 글의 첫머리에 놓인 제목(IBSA)을 생각해 냈다고 믿습니다. 이 이름은 우리의 감정과 노력을 명확하게 표상합니다. 우리는 성서연구생들입니다. 우리는 모든 하나님의 백성들이 우리와 함께 연구하도록 초청합니다. 우리는 이러한 연구의 결과가 복되고 하나되게 될 것이라고 믿습니다. 우리는 따라서 작은 학급이든 큰 학급이든 이 반대불가능한 표현style을 받아들이고 그들의 신문의 광고 칼럼에 이를 사용할 것을 권고합니다. 그렇게 된다면 모든 곳의 친구들이 낯선 도시를 방문했을 때 어떻게 그들을 찾아낼 수 있을지 확인할 수 있을 것입니다.

러셀은 이 협회가 워치타워성서책자협회를 대표하는 설교자들의 모임 속 사람들에 의해 지도되고 관리될 것이라고 설명했다. 워치타워협회 출판물을 사용하는 모든 성서연구생 학급은 모임을 협회와 동일하게 여길 수 있었으며, 그들의 모임과 관련해 이 이름을 사용할 수 있도록 인증을 받았다. 또한 성서연구생들의 지역대회를 광고하거나 진행할 때도 이 이름이 사용되었다.
성서연구생들은 1913년 대회를 통해 ‘활동사진’의 제작을 결의한 이후 1914년 1월 만국성서연구회의 이름으로 〈창조사진극〉Photo-Drama of Creation과 축약판인 〈유레카 극〉Eureka Drama의 공개 무료상영을 시작했다. 이 영화는 러셀이 믿고 있는 천지창조부터 하나님나라의 건국 및 지구통치까지 이르는 하나님의 계획을 드러냈으며. 성서연구생들은 사진극을 책자 배포의 계기로 활용했다. 사진극은 축음기 음반을 사용해 동영상과 음성을 동기화한 첫 주요 상영으로서, 영화제작에 있어서 중대한 진보를 가져왔다. 1914년 이 영화의 전 세계 관객수는 900만 명을 추월했다.

## 1차 분열
1905년에 전 루터회 목사이자 순회설교자 중 한명이었던 폴 SL 존슨은 러셀에게 그의 새언약에 대한 교리가 완벽한 변화를 겪었다고 지적했다. 존슨에 따르면 1880년까지 러셀은 기름부음받은 144,000명의 그리스도인들이 하늘에 올라가는 일이 마무리되고 나서야 새언약이 시작된다고 가르쳤지만, 1881년부터 그는 이미 새언약이 시작되었다고 기록했다. 러셀은 이 질문을 재고한 후 1907년 1월 〈파수대〉에 1880년 관점을 확인하는 몇 개의 기사를 발표했다. 이 기사에서 러셀은 ‘새 언약은 전적으로 다가올 세대의 것이며’, 교회에는 중보자가 없으며, 그리스도는 ‘변호자’에 불과하다고 밝혔다. 또한 그는 144,000명을 달성한 그리스도인들은 천년왕국 기간동안 ‘공동 상속자’로서 그리스도와 연합해 보조 중보자가 된다고 가르쳤다. 기사 발표 후, 1909년 10월 24일, 협회 서기와 감사를 역임한 후 멜버른에 위치한 호주지부 감독자로 일하던 어니스트 C 헤닝거스는 러셀에게 공개항의편지를 보내 이 가르침을 폐기할 것을 설득하고, 성서연구생들에게는 이 가르침의 적합성을 따질 것을 요청했다. 러셀이 이를 거부하자, 헤닝거스와 멜버른 회중의 대부분이 러셀을 떠나 새로운 새 언약 협회를 구성하기 시작했다. 미국에서도 1만 명 이상의 성서연구생들이 협회를 떠나 새언약 신도회를 형성했다. 자신들을 자유성서연구생으로 부른 집단들은 〈왕국 서기관〉Kingdom Scribe 잡지를 1975년까지 출간했다. 현재 이 그룹은 베레아 성서연구생 교회Berean Bible Students Church로 알려져 있다.

## 리더십 분쟁과 결과
러셀은 1916년 10월 31일, 세계선교여행 중 텍사스주 팜파에서 사망했다. 1917년 1월 6일, 피츠버그 대회에서 협회 이사이자 법률자문인 조셉 프랭클린 러더포드가 만장일치로 워치타워협회의 새 회장으로 선출됐다. 피츠버그 대회와 이사회에서 개정된 정관은  또한 회장이 최고책임자와 사장general manager역할을 수행할 수 있다는 규정이 들어가면서, 러더포드에게 전세계 협회 업무를 모두 조종할 능력이 부여되었다. 선출 이후 러더퍼드는 러셀의 〈성서 연구〉의 마지막 유작이라고 주장하면서 〈종말을 고한 비밀〉의 출간을 발표했다.
1917년 6월, 당시 워치타워협회 이사 중 네 명(허쉬Robert H. Hirsh, 릿취Alfred I. Ritchie, 호스킨스Isaac F. Hoskinsmall, 라트James D. Wrigh)는 러더포드가 관리 권한을 확대할 수 있도록 지지하는 오류를 범했다고 결정하면서, 러더포드가 독재적이 되어가고 있다고 주장했다. 곧 허쉬는 새 정관을 폐지하여 회장으로부터 관리 권한을 되찾아오고자 시도했으며, 이에 대해 러더포드는 〈추수 떨기〉Harverst Siftings를 발간해, 이사들 가운데 협회의 조정권을 장악하는 음모를 발견했다고 주장했다. 7월에 러더포드는 필라델피아 고문 변호사에게 4명의 이사들이 합법적으로 취임한 이사가 아니라는 법률 의견을 받았으며, 그 직후 12일에 이사회에 네 명의 공석이 있다고 주장하면서, 맥밀란Alexander H. Macmillan과 펜실바니아 성서연구생인 스필W. E. Spill, 보넷John A. Bohnet, 피셔George H. Fisher를 이사로 임명했다. 8월부터 11월까지 협회와 4명의 추출된 이사들은 책자물들을 지속적으로 출간하여, 양측에서 다른 쪽의 야심차고, 방해되며 불충한 행위를 고발했다. 또한 직전 이사들은 러더포드가 모든 본부 노동자가 러더포드를 지지하며 서명을 거부하는 사람들에게는 해고를 위협했다고 주장했다. 8월 8일 경찰이 전 이사들을 브루클린 본부에 진입할 수 있게 해줬으며, 러더포드는 1918년 1월 5일에야 사무실에 돌아올 수 있었다.
1919년 중반이 되자 성서연구생 7명 중 1명이 러더포드의 지도를 수용하기보다 떠날 것을 수용했으며, 굳게 섬 운동, 폴 존슨 운동the Paul Johnson Movement, 브루클린목양성서협회the Pastoral Bible Institute of Brooklyn 등의 집단을 형성했다. 윌리엄 슈넬에 따르면, 1919년에 연합하고 있던 성서연구생의 최대 ¾가 러더포드의 러셀의 가르침에 대한 거부에 반대해 협회 운동을 떠나갔다. 하지만, 이러한 이탈에도 불구하고, 러셀 사후부터 1928년까지 러더포드가 주장한 1925년 종말설을 계기로 새로운 회원이 유입되어 왔다. 워치타워성서책자협회와 연합하지 않은 성서연구생의 집단이 늘어나면서 일반인의 혼란을 줄이기 위해, 협회는 1931년 7월 26일 오하이오주 콜롬버스에서 열린 대회에서 성서연구생이라는 이름을 버리고 여호와의 증인이라는 이름을 공포했다. 1993년, 워치타워협회는 “그리스도인이라 사칭하는 그러한 종교 제도들로부터 분리되고 구별되어야 할 필요성” 때문에 이름 변경이 필요했다고 적시했다.

## 참고 문헌
- 워치타워聖書冊子協會 (1993). 《여호와의 증인: 하나님의 왕국 선포자》. 워치타워聖書冊子協會.
- 워치타워성서책자협회 (2014). 《하느님의 왕국이 통치한다!》. 워치타워성서책자협회.
- Barbour, NH; Russell, CT (1877). 《Three Worlds and The Harvest of This World》. Herald (magazine). 2021년 4월 9일에 확인함.
- Penton, James M (1997). 《Apocalypse Delayed: The Story of Jehovah's Witnesses》 2판. 토론토대학출판. ISBN 0-8020-7973-3..
- Pierson AE;  외. (1917). 《Light after Darkness》 (PDF). 2021년 2월 26일에 원본 문서 (PDF)에서 보존된 문서. 2021년 4월 12일에 확인함.
- Rogerson, Alan (1969). 《Millions Now Living Will Never Die》. London: Constable. ISBN 978-0-09-455940-0..
- Rutherford, JF (1917a). 《Harvest Siftings》 (PDF). Watch Tower Bible & Tract Society. 2011년 7월 15일에 원본 문서 (PDF)에서 보존된 문서. 2021년 4월 12일에 확인함.
- Whalen, William J. (1962). 《Armageddon Around the Corner: A Report on Jehovah's Witnesses. New York: John Day Company》. 208-209쪽.
- Wills, Tony (2006). 《A People For His Name》. Lulu Enterprises. ISBN 978-1-4303-0100-4.